# Unbabel

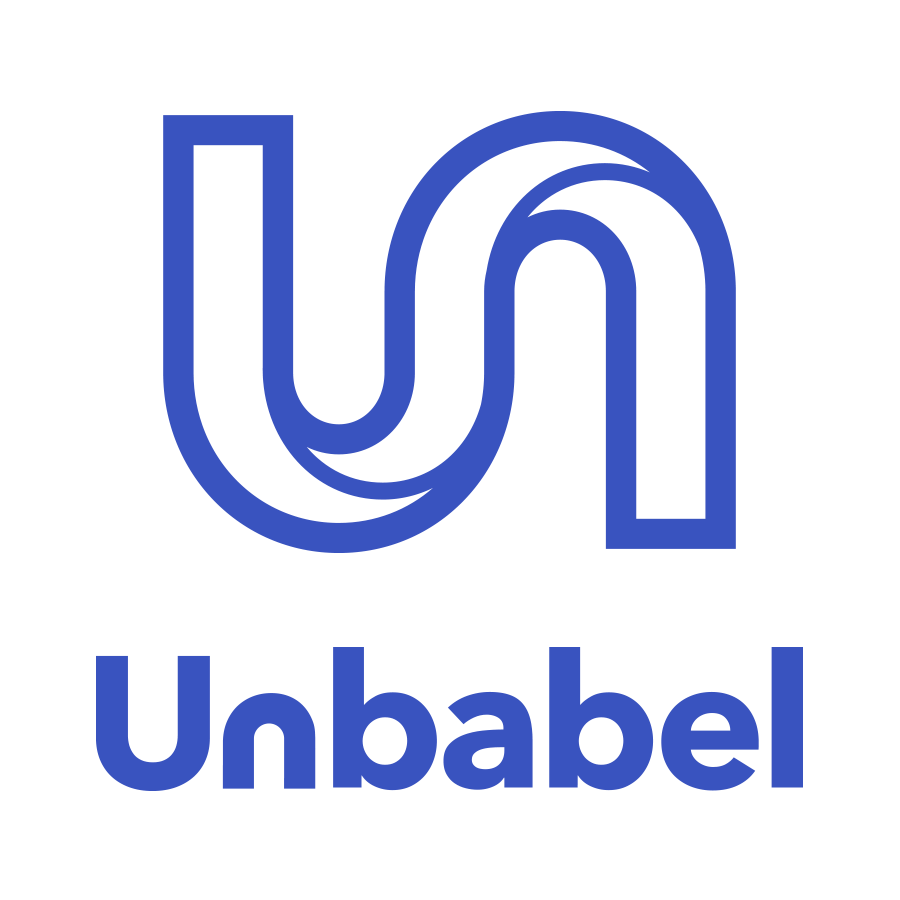
Unbabel logo

A Unbabel é uma plataforma de tradução humana movida a inteligência artificial. Sediada em São Francisco, Califórnia, e com escritórios em Lisboa, Portugal, a empresa conta atualmente com mais de 50 mil tradutores colaborativos, em pontos fixos e móveis, para 45 pares de idiomas.
Além de um modelo colaborativo, o processo de pós-edição e os preços relativamente baixos da empresa a distinguem de outros serviços de tradução. O nome "Unbabel" vem da história de Babel, da Bíblia.

## História
A Unbabel foi fundada em agosto de 2013 por Vasco Pedro, João Graça, Sofia Pessanha, Bruno Silva e Hugo Silva, tendo sido encubada pela Y Combinator no final de 2014. A empresa foi inaugurada oficialmente em março de 2014.
Em julho de 2014, a Unbabel levantou um capital inicial de US$ 1,5 milhão para garantir o desenvolvimento e o crescimento de sua plataforma de tradução, recebendo investimentos de importantes companhias de capital de risco e apoiadores empresariais, incluindo Google Ventures, Matrix Partners, Caixa Capital, Faber Ventures, IDG Ventures, Digital Garage, Shilling Capital Partners, WeFunder, FundersClub, Elad Gil e Raymond Tonsing. No início de 2015, a Unbabel foi considerada uma das empresas embrionárias da Y Combinator de crescimento mais rápido. No final de 2016, a Unbabel conseguiu US$ 5 milhões de seus principais investidores: Notion Capital e Caixa Capital, elevando o total de aportes na empresa para mais de US$ 8 milhões. A empresa é mantida de forma privada.
Em abril de 2020, devido à Pandemia de Coronavírus, despediu 35% dos funcionários.